# Vera Lucia de Oliveira
Vera Lúcia de Oliveira (Brasile, 5 agosto 1958) è una poeta, saggista e docente brasiliana di lingua italiana e portoghese.

## Biografia
VERA Lúcia de Oliveira in Maccherani, nata a Cândido Mota, nello stato di Sâo Paulo in Brasile il 5 agosto 1958, è una scrittrice, saggista e docente all'Università degli Studi di Perugia, dove insegna Letteratura Portoghese e Brasiliana. Nata e cresciuta in Brasile, si è laureata in Lettere e si è trasferita in Italia dove, nel 1997, ha concluso il Dottorato di Ricerca presso l'Università degli Studi di Palermo.
Scrive poesia sia in portoghese che in italiano ed è presente in numerose riviste e antologie poetiche di vari paesi. Tra i principali riconoscimenti ricevuti si ricordano il Premio "Sandro Penna" (Perugia 1988), il Premio Nazionale di poesia "Spiaggia di Velluto" (Senigallia, 2000), il Premio di Poesia dell'Accademia Brasiliana di Lettere (Rio de Janeiro, 2005), il Premio "Popoli in cammino" (Milano, 2005). È risultata fra i tre vincitori del Premio Internazionale di Poesia "Pasolini" (Roma, 2006) e ha ricevuto a Brasilia nel 2006 il Premio "Literatura para todos", promosso dal Ministero dell'Educazione brasiliano, per la raccolta inedita Entre as junturas dos ossos pubblicato in quello stesso anno e distribuito nelle scuole del Brasile. Nel 2009 ha ricevuto il Premio Internazionale di Poesia "Alinari", promosso dalla Fondazione Vittorio e Piero Alinari di Firenze in collaborazione con la Cattedra "Giuseppe Ungaretti" della Columbia University di New York, per la raccolta La carne quando è sola.
Ha ideato e curato, dal 2006, Incontri con la poesia del mondo / Encotros com a poesia do mundo, un festival internazionale e itinerante di poesia che riunisce poeti di varie nazionalità nelle sue edizioni (Perugia 2016 2018 2022, Brasilia 2018, Sâo Paulo 2018, Perugia 2019, Araraquara 2019, Lisboa 2022).
Nell'ambito delle attività di ricerca del Centro Studi Comparati Italo-Luso-Brasiliani CILBRA, che ha fondato insieme a Paula de Paiva Limâo, ha organizzato nel 2016 il Congresso Internazionale Culture e Letterature in dialogo, congresso poi divenuto biennale ("Identità in movimento" Perugia 2016, "Identità silenziate" Brasilia 2018, "Identità plurali" Araraquara 2020).
Ha fondato, insieme a Pula de Piva Limâo, la Collana Cilbra, Morlacchi Editore, University Press, Perugia.
Ha tradotto e curato raccolte poetiche di Lêdo Ivo, Carlos Nejar e Nuno Júdice.
I suoi interventi critici sono presenti in numerose riviste scientifiche: Revista Estudos de Literatura Brasileira Contemporânea (Universidade de Brasília, Brasília); Lingue e Linguaggi (Università degli Studi del Salento, Lecce); Revista Estúdios (Universidad de Costa Rica, Costa Rica); Revista Olho d’água (Universidade Estadual Paulista - UNESP/São José do Rio Preto); Studia (Universitatis Babes-Bolyai. Philologia, Cluj Napoca, Romania); Rivista Confluenze (Università degli Studi di Bologna, Bologna); Revista Brasileira (Academia Brasileira de Letras, Rio de Janeiro); Todas as Letras (Universidade Presbiteriana Mackenzie, São Paulo); Revista Signótica (Universidade Federal de Goiás) e altre.

## Saggi
- Storie nella storia: Le parabole di Guimarães Rosa, Lecce, Pensa Multimedia, 2006, 195 pagine
- Utopia selvaggia – L’indio del Brasile: Innocente Adamo o feroce cannibale?, Roma, Alberto Gaffi Editore, 2006, 102 pagine
- Poesia, mito e história no modernismo brasileiro, São Paulo, Editora UNESP, 2015, 356 pagine
- Um avesso de país: representações da literatura brasileira contemporânea, Campinas, Pontes Editores, 2020, 147 pagine

## Traduzioni
- Poesie, antologia poetica di Manuel Bandeira, Venezia, Fonèma Edizioni, 2000, 150 pagine, edizione fuori commercio per divulgazione scientifica
- Illuminazioni, antologia poetica di Lêdo Ivo, Salerno, Multimedia Edizioni, 2001, 128 pagine
- Miei cari vivi , antologia poetica di Carlos Nejar, traduzioni di Francesca Degli Atti, Vera Lúcia de Oliveira, Maria Eugenia Verdaguer, Salerno, Multimedia Edizioni, 2004, 128 pagine
- Requiem, antologia poetica di Lêdo Ivo, Lecce, Besa Editrice, 2008, 100 pagine

## Poesia
- A porta range no fim do corredor (poesia, in portoghese), São Paulo, Scortecci, 1983, prefazione di Anderson Braga Horta (Concorso Poesia "Scortecci", São Paulo, 1982, I)
- Geografia d’ombra (poesia, in italiano), Venezia, Fonèma, 1989, prefazione di Luciana Stegagno Picchio (Premio Poesia "Città di Cisternino", Cisternino, 1990, II)
- Pedaços/Pezzi (poesia, in italiano), Cortona (AR), Editrice Grafica l'Etruria, 1992
- Tempo de doer / Tempo di soffrire (poesia, in italiano e portoghese), Roma, Pellicani Editore, 1998, prefazione di Franco Loi
- La guarigione  (poesia, in italiano), Senigallia, La Fenice, 2000, prefazione di Vincenzo Guarracino (Premio Poesia "Spiaggia di Velluto", Senigallia, I)
- Uccelli convulsi (poesia, in italiano), Lecce, Piero Manni editore, 2001, prefazione di Luciana Stegagno Picchio (Premio Poesia Gino Perrone", Lecce, 2001, I)
- No coração da boca/Nel cuore della parola (poesia, in italiano), Bari, Adriatica Editrice, 2003, prefazioni di Luciana Stegagno Picchio e Lêdo Ivo
- A chuva nos ruídos (antologia poetica, in portoghese), São Paulo, Escrituras, 2004 prefazione di Carlos Nejar (Premio Poesia Academia Brasiliana di Lettere, Rio de Janeiro, 2005, I)
- Verrà l’anno (poesia, in italiano), Santarcangelo di Romagna, Fara, 2005, postfazione di Mia Lecomte (Premio Poesia "Popoli in Cammino", Milano, 2005; Premio Poesia "Comune di Travia", Palermo, 2006, I; Premio Poesia "Pier Paolo Pasolini", Roma, 2006, nella terna dei vincitori)
- No coração da boca (poesia, in portoghese), São Paulo, Escrituras, 2006, prefazione di Donizete Galvão e Lêdo Ivo
- Entre as junturas dos ossos (poesia, in portoghese), Brasília, Ministério da Educação, 2006 (I Concorso MEC[8] "Poesia Para Todos", Brasilia, 2006, I)
- Il denso delle cose (antologia poetica, in italiano), Lecce, Besa Editrice, 2007
- A poesia é um estado de transe (poesia, in portoghese), São Paulo, Portal Editora, 2010, prefazione Reynaldo Damazio
- La carne quando è sola (poesia, in italiano), Firenze, SEF, 2011, premessa di Paolo Valesio, prefazione di Alessio Brandolini, quarta di copertina di Alessandro Polcri (Premio Poesia "Piero Alinari", Firenze, 2009, I)
- Vida de boneca (poesia per bambini, in italiano), São Paulo, SM. 2013
- O músculo amargo do mundo (poesia, in portoghese), São Paulo, Escrituras, 2014, postfazione di Ivan Marques
- Vou andando sem rumor (poesia, in portoghese), Santa Cruz do Sul, Editora Gazeta, 2015, organizzazione e prefazione di José Eduardo Degrazia
- Ditelo a mia madre (poesia, in italiano), Rimini, Fara, 2017, postfazione di Prisca Augustoni
- Minha língua roça o mundo (poesia, in portoghese), São Paulo, Editora Patuá, 2018, postfazione di Alexandre Pilati
- Ero in un caldo paese (poesia, in italiano), Rimini, Fara, 2019, postfazione di Maria Borio (Premio Poesia "Faraexcelsior", Rimini, 2019, II)
- Tempo suspenso (plaquete, in portoghese), São Paulo, Editora Primata, 2021
- Esses dias partidos (poesia, in portoghese), São Paulo, 2022, prefazione di Carlos Machado, postfazione di Ronaldo Cagiano
- Um corpo não tomba como um pássaro (plaquete, in portoghese), São Paulo, Editora Primata, 2023